# Lituanie aux Jeux olympiques d'hiver de 2018
La Lituanie participe aux Jeux olympiques d'hiver de 2018 à Pyeongchang en Corée du Sud du 9 au 25 février 2018. Il s'agit de sa neuvième participation à des Jeux d'hiver.
Le 19 janvier 2018, le biathlète Tomas Kaukėnas est nommé porte-drapeau de la Lituanie.

## Participation
Aux Jeux olympiques d'hiver de 2018, les athlètes de l'équipe de Lituanie participent aux épreuves suivantes : 
| Sport       | Hommes | Femmes | Total |
| ----------- | ------ | ------ | ----- |
| Ski alpin   | 1      | 1      | 2     |
| Biathlon    | 2      | 2      | 4     |
| Ski de fond | 2      | 1      | 3     |
| Total       | 5      | 4      | 9     |